# 渋川玄耳

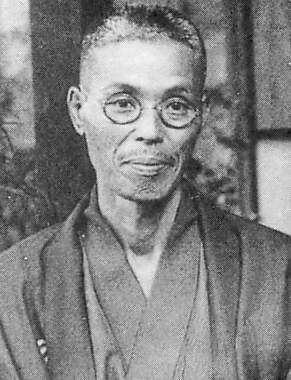
渋川玄耳

渋川 玄耳（しぶかわ げんじ、1872年6月3日（明治5年4月28日） - 1926年（大正15年）4月9日）は、明治期に活躍したジャーナリスト、随筆家、俳人。佐賀県出身。本名渋川柳次郎。ほかに薮野椋十（やぶの むくじゅう）の筆名を用いる。

## 経歴
佐賀県杵島郡西川登村小田志（現武雄市西川登町小田志）出身。長崎商業を卒業後、法律家を志し上京。獨逸学協会中学校および國學院で学び、東京法学院（現中央大学）に進み卒業。高等文官試験に合格し、福島県いわき市平区裁判所の裁判官となる。その後、陸軍法務官として熊本県の第六師団に勤務。熊本時代には、夏目漱石を主宰に寺田寅彦、厨川千江らがおこした俳句結社紫溟吟社（しめいぎんしゃ）に参加。漱石が英国留学で不在時には、池松迂巷らと紫溟吟社を支え、機関紙『銀杏』を創刊。熊本の俳句文化の基礎づくりに貢献。
日露戦争で従軍法務官として満州に出征した際、東京朝日新聞特派員の弓削田精一と親しくなり、東京朝日新聞に現地ルポを寄稿するようになる。それらの文章は『従軍三年』という書物にまとめられ評判を呼ぶ。弓削田の推薦で熊本出身の池辺三山主筆に請われ、1907年（明治40年）3月東京朝日新聞へ入社。「辣腕社会部長」として斬新なアイディアを次々に出し、記事の口語体化や、社会面の一新、家庭欄の充実を図る。「取材法」や「記者養成システム」を、現在につながる方法に革新。
熊本時代の知己であった夏目漱石を社員として東京朝日新聞へ招くことに尽力し、校正係だった石川啄木を抜擢して『朝日歌壇』を創設。啄木の歌集『一握の砂』には、藪野椋十の筆名で序文を執筆している。
1910年（明治43年）中央大学に新聞研究科が設置された際、会社の同僚で親友でもある杉村楚人冠とともに、「中央大学学員」として同研究科の講師を務めた。
名社会部長として「新聞制作の近代化に不朽の足跡」を残すも、性格的に狷介なところがあり、頼みの池辺三山も不祥事の引責で辞め、社内で孤立。自身の離婚問題なども重なり、1912年（大正元年）11月に東京朝日新聞を退社する。以後はフリーランスとなり、文筆活動で生計を立てる（フリージャーナリストの先駆けとも言われている）。しかし、晩年は貧苦と病気により、寂しいものであった。

## 著作

### 単著
- 『東京見物』金尾文淵堂、1907年6月。
- 渋川柳次郎『従軍三年』春陽堂、1907年10月。
- 渋川柳次郎『閑耳目』春陽堂、1908年5月。
- 藪野椋十『上方見物』有楽社、1908年6月。
- 『玄耳小品』隆文館〈小品叢書 第8編〉、1910年2月。
- 『藪野椋十日本見物』有楽社、1910年11月。
- 渋川柳次郎『日本神典三体古事記　原文古訓俗語』有楽社、1911年3月。
  - 渋川柳次郎『三体古事記　日本神典』（再版）正確堂、1915年1月。
  - 『三体古事記』誠文堂新光社編輯部補訂、誠文堂新光社、1940年。
- 『藪野椋十世界見物　附・露都に於ける二葉亭』誠文堂書店、1913年。
- 『藪野椋十わがまゝ』誠文堂書店、1913年。
- 『一万金』至誠堂書店、1913年。
- 『新訳平家物語』 上，下巻、金尾文淵堂、1914年。
- 『鈍語』誠文堂書店、1914年。
- 『日露戦役従軍三年・日独戦役小敵大敵』磯部甲陽堂、1916年。
- 『故郷他郷』（再版）誠文堂書店、1916年。
- 『藪野椋十日本世界見物』誠文堂、1917年。
- 『日本の神様　古事記絵ばなし』名取春僊画、子宝倶楽部、1918年。
- 『日本神典古事記噺』誠文堂書店、1920年。
- 『山東に在り　歌集』誠文堂、1920年。
- 『神仙』玄耳叢書刊行会〈玄耳庵支那叢書〉、1924年。
  - 『神仙』（復刻版）八幡書店、2002年10月。ISBN 4-89350-585-8。
- 渋川柳次郎『興亡』玄耳叢書刊行会〈玄耳庵支那叢書 第1〉、1925年。
  - 『興亡』玄耳叢書刊行会〈玄耳庵支那叢書〉、1925年。
- 渋川柳次郎『女・家・国』玄耳叢書刊行会〈玄耳庵支那叢書 第3〉、1925年。
  - 『女・家・国』玄耳叢書刊行会〈玄耳庵支那叢書〉、1925年。
- 『神品百碑　書道宝鑒』玄耳叢書刊行会、1925年。
- 『岱嶗雑記』玄耳叢書刊行会、1925年。
- 『文字・書道』玄耳叢書刊行会〈玄耳庵支那叢書〉、1925年。
- 『法家・刑獄』玄耳叢書刊行会〈玄耳庵支那叢書〉、1925年。
- 『刺客・剣侠』玄耳叢書刊行会〈玄耳庵支那叢書〉、1925年。
- 『書道宝鑒神品百碑』書斉社、1928年8月。
- 『支那興亡志』白水社書房、1928年。
- 『支那大盗伝』白永社書房、1928年。
  - 『支那大盗伝』（2版）白永社書房、1935年。
- 『支那游侠伝』白永社書房、1928年。
- 『支那閨房秘史』白永社書房、1928年。
  - 『支那閨房秘史』（2版）白永社書房、1935年。
- 『支那仙人伝』白永社書房、1928年。
- 『文字及書道』資文堂書店、1929年。
  - 『文字及書道』中文館、1933年。
- 『支那仙人伝』香蘭社、1935年。
- 『支那猟奇秘話』（再版）大洋社、1937年。
- 『支那哀怨秘史』大洋社、1937年。
- 高田素次編 編『渋川玄耳句集』青潮社〈青潮文庫 2〉、1973年。